# ماروش شيفوفيتش
ماروش شيفوفيتش (بالسلوفاكية: Maroš Šefčovič )‏ (و. 1966  م) هو سياسي، ودبلوماسي سلوفاكي، ولد في براتيسلافا، هو عضوٌ الحزب الشيوعي التشيكوسلوفاكي (حتى 1989).

## مناصب
تولى منصب المفوض الأوروبي للطاقة ‏ (منذ 1 نوفمبر 2014)
- المفوض الأوروبي للصحة وسياسة المستهلك [الإنجليزية]‏ (16 أكتوبر 2012–28 نوفمبر 2012)
- المفوض الأوروبي للعلاقات بين المؤسسات والإدارات  [لغات أخرى]‏ (9 فبراير 2010–1 نوفمبر 2014)
- المفوض الأوروبي للتعليم والثقافة والتعددية اللغوية والشباب [الإنجليزية]‏ (1 أكتوبر 2009–9 فبراير 2010)
- سفير.

## التعليم
تعلم في University of Economics in Bratislava ‏، ومعهد موسكو الحكومي للعلاقات الدولية.

## روابط خارجية
- ماروش شيفوفيتش على موقع مونزينجر (الألمانية)